# Bruno Liljefors
Bruno Andreas Liljefors (Uppsala, 1860. május 14. – Stockholm, 1939. december 18.) svéd festő, szobrász, grafikus. Leginkább természeti jeleneteket, állatokat ábrázoló festményeiről ismert.

## Élete és munkássága
1879-ben kezdte el tanulmányait a stockholmi Királyi Szépművészeti Akadémia előkészítő iskolájában. 1882-ben Düsseldorfba utazott állatfestészetet tanulni. Barátai, Anders Zorn és Carl Larsson nagy hatással voltak rá. Az 1880-as években az úgynevezett Opponensek művészi csoport tagja volt, akik kritikusan viszonyultak a Georg von Rosen vezette akadémia képzési módszereihez.
Liljefors a korabeli idillikus ábrázolási módokkal szemben a maga természetes valóságában akarta megjeleníteni a természetet, az állatokat, mozgásukat. Háttérképeket is festett az 1893-ban felavatott stockholmi Biológiai Múzeum diorámás állatbemutatóihoz.
1906-ban a berlini művészeti akadémia tagja lett, 1919-ben pedig a rostocki egyetem tiszteletbeli doktora.
Bruno Liljefors österbybruki műtermét múzeumként őrizték meg. Bulleröni vadászkunyhója is fennmaradt a stockholmi szigetvilágban, és nyitva áll a látogatók előtt. Ezen a szigeten tanulmányozta a madár- és állatvilágot a természetes környezetükben.
1932-től Liljefors egy háromszintes lakásban élt a kungsholmeni sportpalota épületében, Stockholmban. 1934-ben jelentek meg memoárjai Det vildas rike (A vadak birodalma) címmel. Uppsala régi temetőjében helyezték végső nyugalomra.

## Családja
Bruno Liljefors szülei Anders Liljefors és Maria Margareta, született Lindbäck voltak. Kétszer nősült, összesen nyolc gyermeke született. Testvére Ruben Liljefors zeneszerző és karmester volt.

## Képeiből

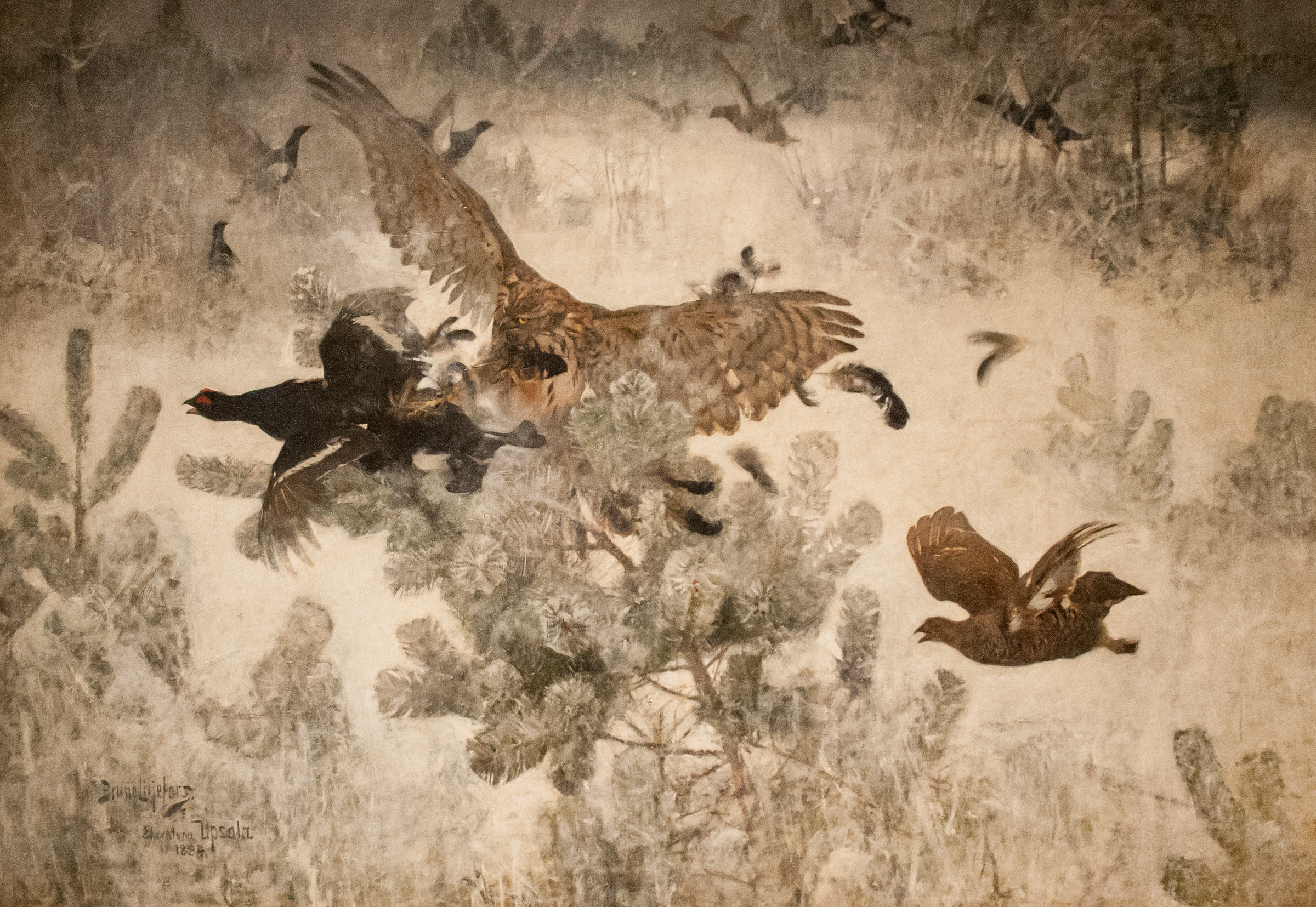
Héja és fajd
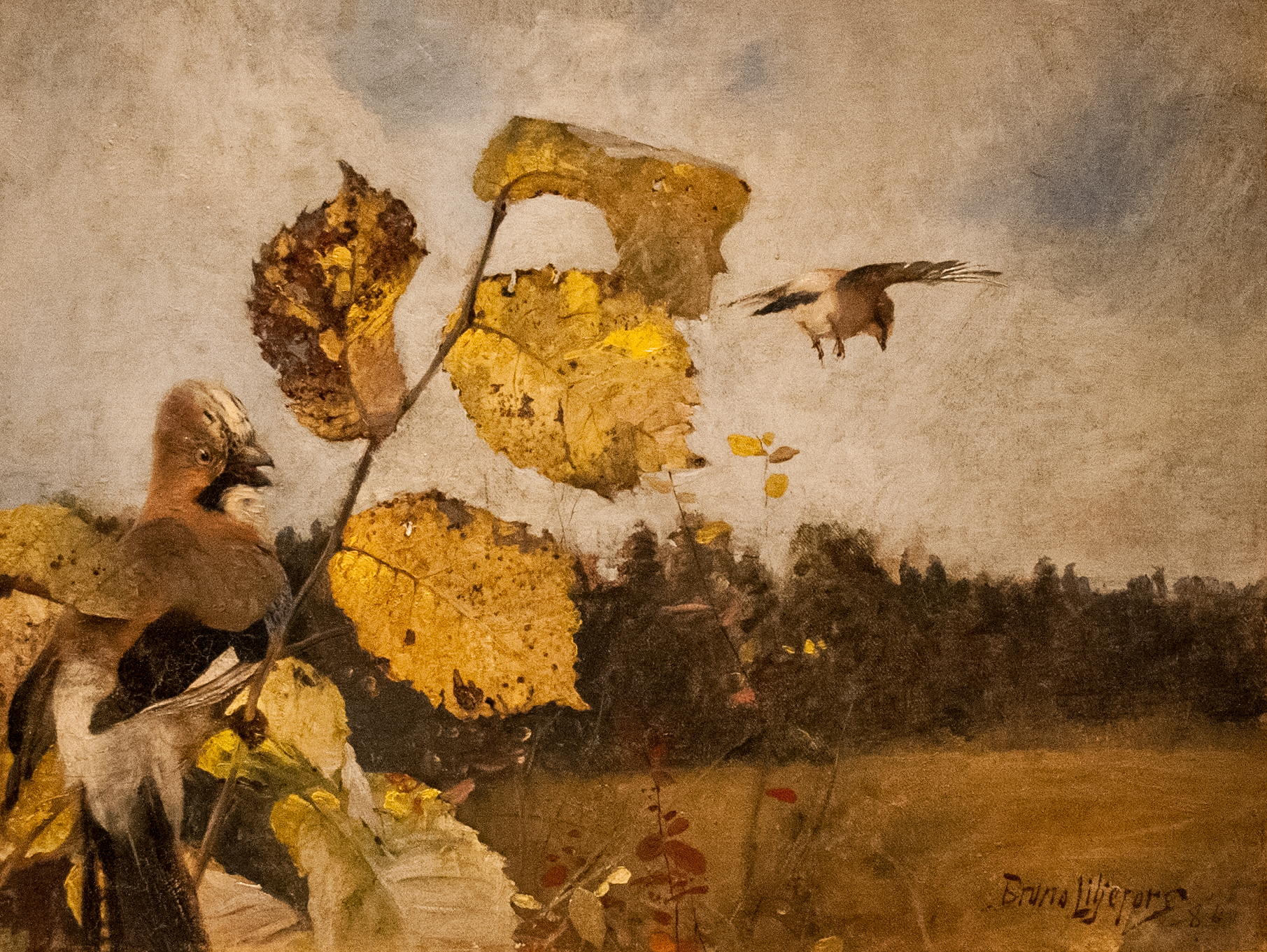
Szajkók
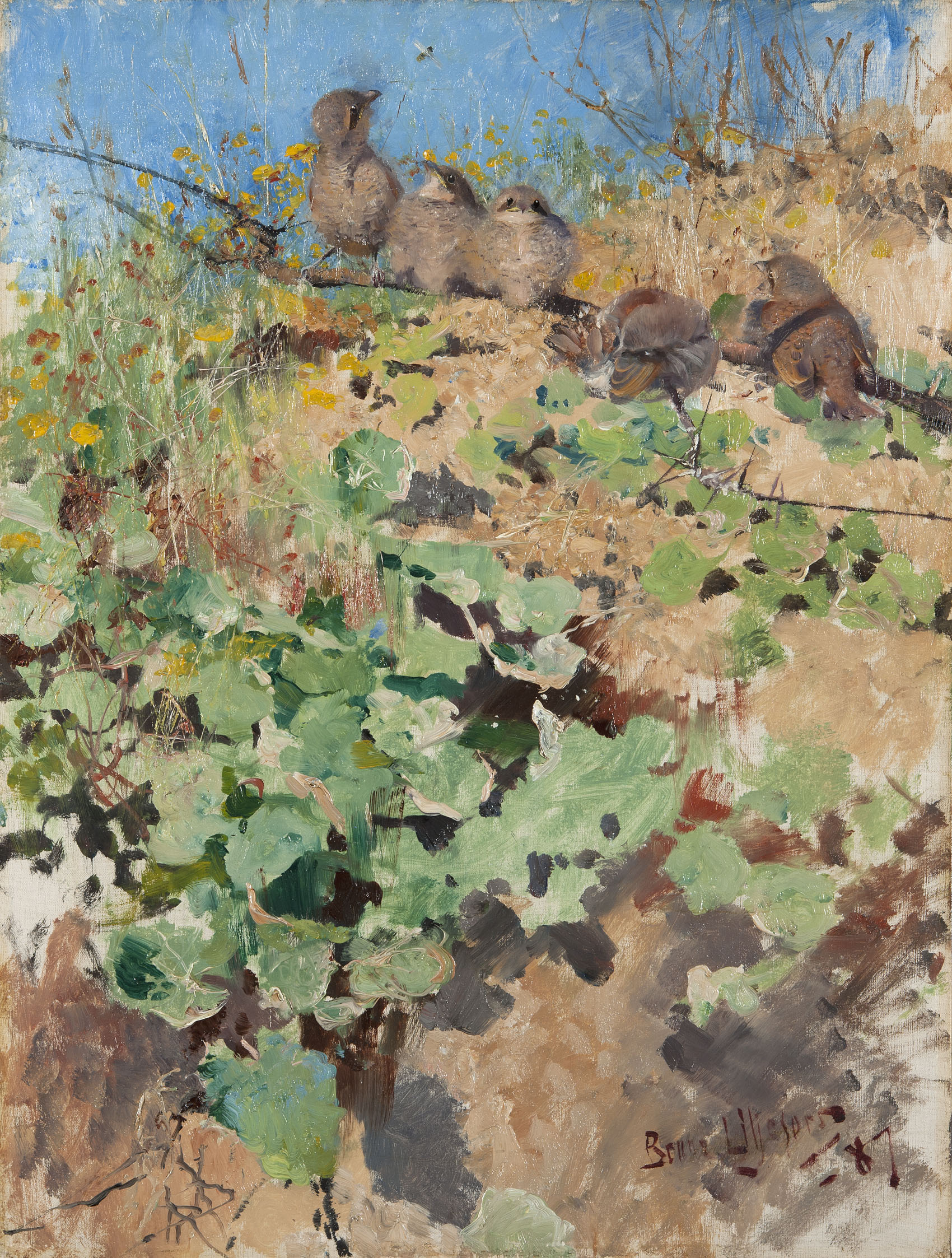
Gébicsfiókák
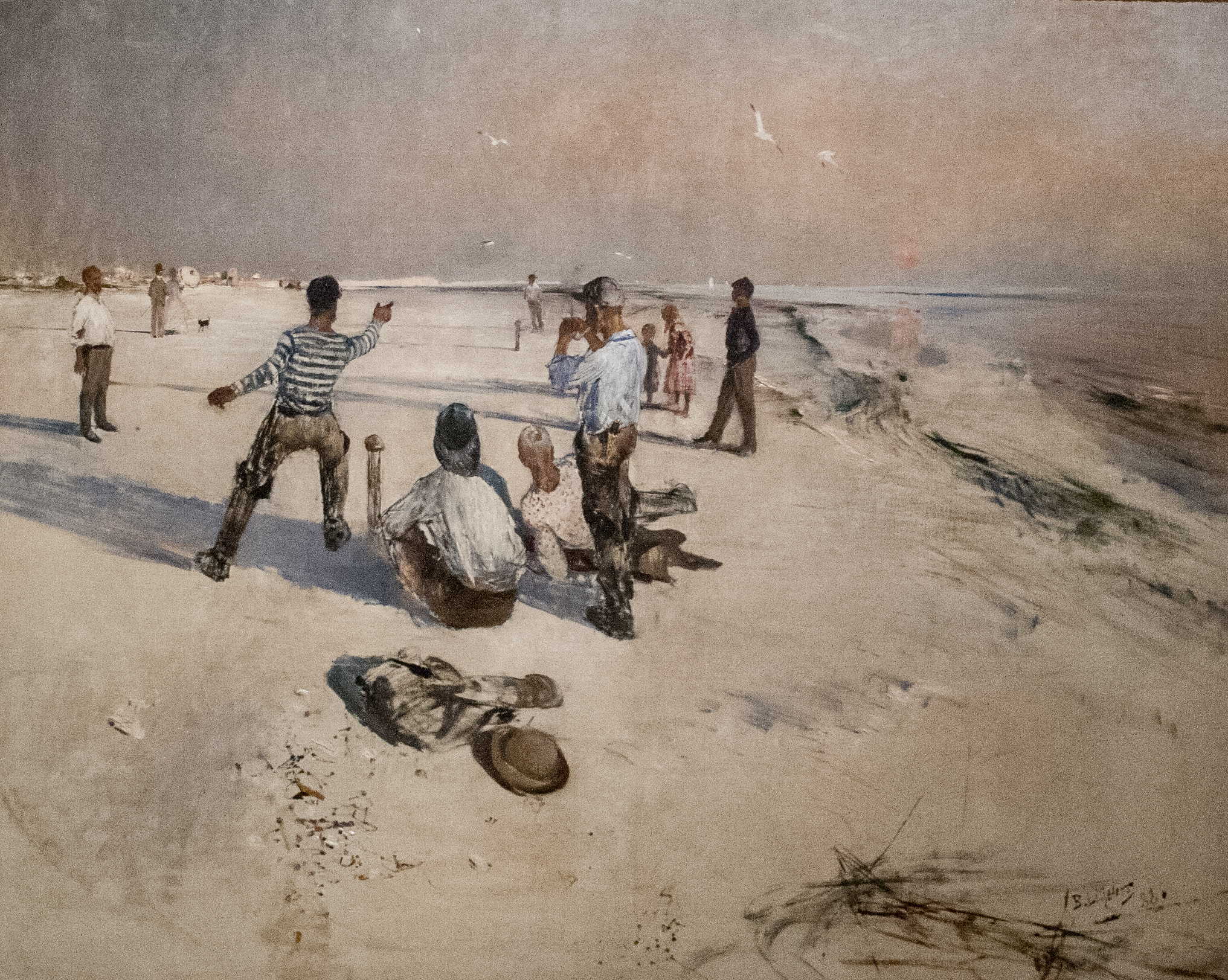
Játék a tengerparton
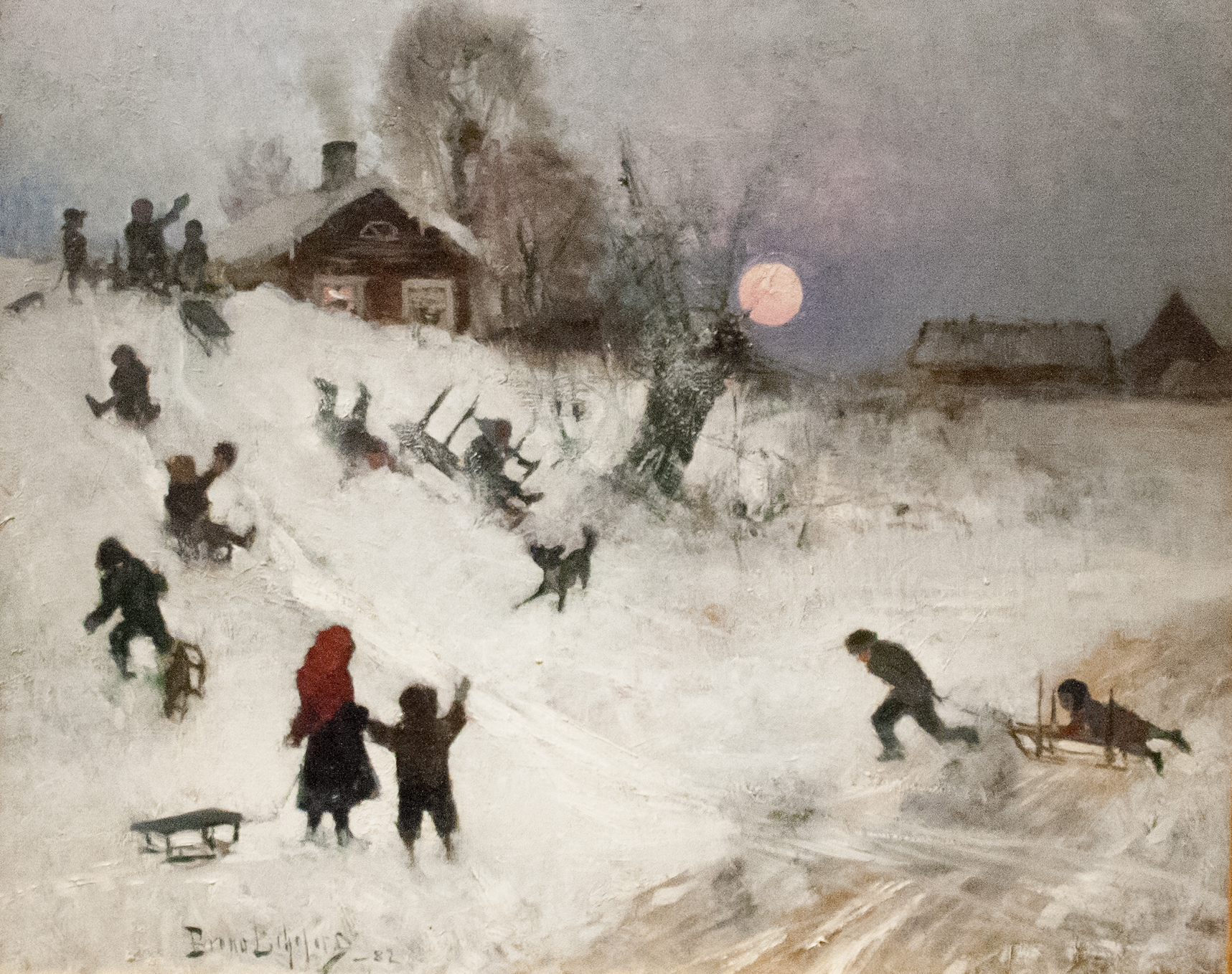
Szánkózás

## Fordítás
- Ez a szócikk részben vagy egészben a Bruno Liljefors című svéd Wikipédia-szócikk ezen változatának fordításán alapul.  Az eredeti cikk szerkesztőit annak laptörténete sorolja fel. Ez a jelzés csupán a megfogalmazás eredetét és a szerzői jogokat jelzi, nem szolgál a cikkben szereplő információk forrásmegjelöléseként.